# Troglohyphantes liburnicus
Troglohyphantes liburnicus este o specie de păianjeni din genul Troglohyphantes, familia Linyphiidae, descrisă de Lodovico di Caporiacco în anul 1927. Conform Catalogue of Life specia Troglohyphantes liburnicus nu are subspecii cunoscute.